# Vienna Konservatorium Budapest
A Vienna Konservatorium Budapest Zeneművészeti Tanárképző Főiskola az 1979-ben Bécsben alapított Vienna Konservatorium budapesti tagozata.

## Története
A főiskola a 2010/11-es tanévben, mintegy öt éves előkészítő munka után Csepelen kezdte meg működését.

## Képzési rendszere
A hangszeres/ének tanári (IGP: Instrumental/Gesang Pedagogia) BA képzés klasszikus zene és jazz/pop-rock szakokon folyik, a képzés hossza 8 szemeszter.
A hangszeres/ének művész MA képzés csak klasszikus zene szakon folyik, a képzés hossza 4 szemeszter.

## Nevezetes tanárai
Az intézményben egykor vagy jelenleg oktató ismertebb tanárok:
- Bernáth Ferenc – gitár
- Roth Ede – gitár
- Borbély Mihály
- Dráfi Kálmán
- Hajdu Klára – jazz-ének
- Igric György – zenetörténetet
- Kishonti István – akusztika
- Kovács Béla
- Madarász Iván